# فرشته علیزاده
فرشته علیزاده فعّال دانشجویی دانشگاه الزهرا و مسئول برد انجمن این دانشگاه بود که در میان درگیری‌های بین دانشجویان و پلیس در کوی دانشگاه تهران در وقایع ۱۸ تیر ۱۳۷۸ ناپدید شد. منابع دانشجویی معتقدند که وی کشته شده است.
او متولد بیست ونهم شهریورماه ۱۳۵۵ بوده است.
علی اکبر موسوی خوئینی نمایندهٔ مجلس ششم ۴ سال پس از واقعه ۱۸ تیر در همایشی که در دانشگاه امیرکبیر تهران برگزار شده بود، گفت علیزاده توسط مأموران امنیتی ربوده شد و هیچ نهادی مسئولیت آن را به عهده نمی‌گیرد. مادر او بر اثر فشارهای روحی سکته قلبی کرد و درگذشت. خانوادهٔ وی در تلاش برای پیگیری سرنوشت او از طریق سازمان ملل برآمدند. مجموعهٔ فعالان حقوق بشر در ایران ادعا دارد ۷ نفر در واقعه حمله به کوی دانشگاه کشته شده‌اند که تاکنون فقط هویت عزت‌الله ابراهیم‌نژاد و فرشته علیزاده روشن شده است.
امیر فرشاد ابراهیمی (یکی از رهبران انصار حزب‌الله که از این گروه جدا و پس از ۱۸ ماه انفرادی و شکنجه و دو سال حبس ایران را ترک کرد) پیرامون قتل وی می‌گوید که او پس از بازداشت زیر شکنجه جان سپرده و در گورستان خاوران دفن شده است.
به جز فرشته علیزاده، سعید زینالی نیز توسط مأموران امنیتی دستگیر و ناپدید شد.